# Чудо-юдо
Чудо-юдо (чудо морское) — персонаж русских народных сказок, часто обладающий чертами и свойствами рыбы. Единого мнения о происхождении персонажа в работах этнографов и культурологов на сегодняшний день не сложилось.

## Этимология и версии о происхождении персонажа
В литературе XIX века был предложен ряд маловероятных этимологий. Так, «Полный церковно-славянский словарь» под общей редакцией Г. М. Дьяченко сопоставляет Юдо с санскритским jадас, что означает морское животное вообще, в особенности «баснословное». Также чудо-юдо употребляется в значении «диво морское». Согласно «Материалам для сравнит. слов» под редакцией А. С. Хомякова, чудо-юдо — название мифического змея (дракона), происходящее от слов чудо, которое, согласно данному изданию, в старину означало великана, а в давнюю эпоху развития религиозно-поэтических воззрений на природу все её могучие силы (вихри, буря и гроза) олицетворялись в титанических образах великанов. Предания о змеях и великанах находятся в близком родстве, и, по свидетельству народной сказки, морской царь принимает на себя образ змея. И юдо от имени Иуда, которое ещё в период раннего христианства стали придавать нечистому и другим демоническим существам.
А. Н. Афанасьев отмечал, что в одном варианте народной сказки о Морском Царе и его вещей дочери Морской Царь прямо назван Окиан-море; в других же списках роль его передаётся змею, чёрту и беззаконному Чуду-Юду. Этот славянский Нептун упоминается и в других сказках. Как приноситель тёмных туч, которые помрачают собою небесный свет и нередко вредят созревающим жатвам, издревле соединял в своём характере, вместе с благотворными свойствами, и черты существа демонического; тот же двойственный характер был усвоен и Морскому Царю. Оттого так обыкновенна в народных сказках замена Морского Царя — чёртом. В качестве примера Афанасьев приводит немецкую сказку, напечатанную в сборнике Гальтриха, в которой пекельный князь, тождественный с русским Морским Царём, сохраняет все атрибуты древнейшего божества гроз: он обладает чудесным бичом (= молнией), удары которого заставляют потрясаться все царство и вызывают несчётное воинство; он бросается к молочному пруду и, опившись кипучего молока (= дождя), лопается с ужасным треском и гибнет — подобно тому как пропадает разбитая громом и пролившаяся дождём туча. Название Чудо-Юдо, согласно Афанасьеву, подтверждает ту же мысль: оно большею частью придаётся мифическому змею (дракону-туче).
В Энциклопедическом словаре Брокгауза и Ефрона указано, что «юда самовила — в болгарской народной поэзии так называются водяные вилы, соответствующие нашим русалкам, в отличие от горных вил (самовила самогорска)».
А. Редько писал, что пол персонажа также менялся по прошествии времени: от женского к мужскому и к среднему роду, соответственно.
Макс Фасмер считал наиболее вероятным, что юдо — «всего лишь рифмованное образование по образцу слова чудо», и вряд ли связано с болгарским юда. При этом болгарское слово юда (злое мифическое женское существо, живёт в горах, у озёр, вихрем летает по воздуху) и украинское юда (род злого духа) признаются, по О. Н. Трубачёву, связанными (праславянская форма *juda) с санскритским yodhá и восходящими к праиндоевропейскому *ịoudh-.
В. В. Иванов, В. Н. Топоров относили чудо-юдо вместе с другими сказочными персонажами к числу участников ритуала в их мифологизированном обличье и предводителей тех классов существ, которые сами принадлежали к низшему уровню мифологии.
Согласно И. Захаренко, в русских народных былинах и сказаниях чудо-юдо восходит к Идолищу Поганому, с которым сражаются русские богатыри.
Выражение «чудо-юдо» зафиксировано в сербских ритуальных «отгонных» текстах: «Беги, чудо-юдо, беги, беги! У нас ещё большие чудеса…».

## В русских народных сказках
В русской народной сказке «Иван — крестьянский сын и Чудо-юдо» Чудо-юдо — это группа многоголовых (6-, 9-, 12-головых) змеев, отрицательных персонажей. Живут они за рекой Смородиной, через которую перебираются по Калинову мосту. В сказке Чудо-юдо изображается верхом на коне. Вред от него заключается в том, что оно сжигает города-сёла огнём. 12-головое Чудо-юдо обладает огненным пальцем, который позволяет регенерировать срубленные головы. Живёт чудо-юдо в каменных палатах, где у чуда-юда есть жёны-колдуньи и мать-змеиха. Главный противник чуда-юда, как и следует из названия сказки, — Иван — крестьянский сын.
В русских сказках участвуют как безымянная рыба или рыба-чудо (типа чудо-юдо), так и щука, ёрш, карась, язь, лещ, мень, налим, окунь, осётр, плотичка, сёмга, сиг, сом, сорога, калуга и др.

## В сказках русских писателей

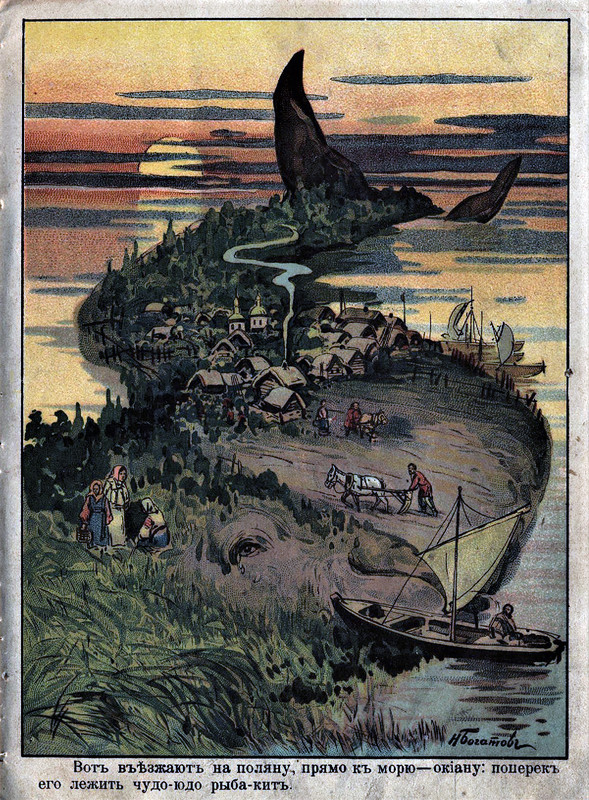
Чудо-юдо Рыба-кит. Иллюстрация Николая Богатова к сказке Петра Ершова «Конёк-Горбунок»

В сказке Петра Ершова «Конёк-Горбунок» 1834 года как самостоятельный персонаж присутствует Чудо-юдо Рыба-кит. Собственно, это рыба-остров, которая лежит «поперёк моря».
В фильме «Варвара-краса, длинная коса», поставленном по мотивам сказки Василия Жуковского «Сказка о царе Берендее, о добром царе Еремее и злом Чуде-юде, о любви Варвары-красы к рыбацкому сыну Андрею», Чудо-юдо — царь подводного мира, который похитил царя земного — Еремея. Выручает царя Еремея, на мотив сказки народной, Андрей — рыбацкий сын.

## Современное употребление
Согласно Толковому словарю русского языка Ушакова, в современном русском языке чудо-юдо употребляется в значении сказочного чудовища, а также в значении чуда как чего-то поразительного, необъяснимого, удивляющего своей необычайностью — в ироничной форме.
Согласно лингвокультурологическому словарю Ирины Захаренко и Ирины Брилёвой, русские могут вспоминать чудо-юдо и использовать это выражение, когда говорят о ком-либо или о чём-либо необычном, странном, о каком-то чуде или о необыкновенно огромной рыбе.